# Estados Unidos en los Juegos Olímpicos de Atlanta 1996
Estados Unidos estuvo representado en los Juegos Olímpicos de Atlanta 1996 por un total de 647 deportistas, 375 hombres y 272 mujeres, que compitieron en 31 deportes.
El portador de la bandera en la ceremonia de apertura fue el luchador Bruce Baumgartner.

## Medallistas
El equipo olímpico estadounidense  obtuvo las siguientes medallas:
| Nombre | Deporte               | Competición                  |
| --- | --------------------- | ---------------------------- |
| Oro |                       |                              |
| Gail Devers | Atletismo             | 100 m F                      |
| Chryste Gaines Gail Devers Inger Miller Gwen Torrence Carlette Guidry                                                                                           | Atletismo             | 4 × 100 m F                  |
| Rochelle Stevens Maicel Malone-Wallace Kim Graham Jearl Miles Linetta Wilson                                                                                    | Atletismo             | 4 × 400 m F                  |
| Michael Johnson | Atletismo             | 200 m M                      |
| Michael Johnson | Atletismo             | 400 m M                      |
| Allen Johnson | Atletismo             | 110 m vallas M               |
| Derrick Adkins | Atletismo             | 400 m vallas M               |
| LaMont Smith Alvin Harrison Derek Mills Anthuan Maybank Jason Rouser                                                                                            | Atletismo             | 4 × 400 m M                  |
| Carl Lewis | Atletismo             | Salto de longitud M          |
| Kenny Harrison | Atletismo             | Triple salto M               |
| Charles Austin | Atletismo             | Salto de altura M            |
| Randy Barnes | Atletismo             | Peso M                       |
| Dan O'Brien | Atletismo             | Decatlón M                   |
| Equipo | Baloncesto            | Torneo F                     |
| Equipo | Baloncesto            | Torneo M                     |
| David Reid | Boxeo                 | 71 kg M                      |
| Equipo | Fútbol                | Torneo F                     |
| Amanda Borden Amy Chow Dominique Dawes Shannon Miller Dominique Moceanu Jaycie Phelps Kerri Strug                                                               | Gimnasia              | Concurso completo por eqs. F |
| Shannon Miller | Gimnasia              | Barra de equilibrio F        |
| Kendall Cross | Lucha libre           | 57 kg M                      |
| Thomas Brands | Lucha libre           | 62 kg M                      |
| Kurt Angle | Lucha libre           | 100 kg M                     |
| Amy Van Dyken | Natación              | 50 m libre F                 |
| Brooke Bennett | Natación              | 800 m libre F                |
| Beth Botsford | Natación              | 100 m espalda F              |
| Amy Van Dyken | Natación              | 100 m mariposa F             |
| Angel Martino Amy Van Dyken Catherine Fox Jenny Thompson Lisa Jacob Melanie Valerio                                                                             | Natación              | 4 × 100 m libre F            |
| Trina Jackson Cristina Teuscher Sheila Taormina Jenny Thompson Lisa Jacob Annette Salmeen Ashley Whitney                                                        | Natación              | 4 × 200 m libre F            |
| Beth Botsford Amanda Beard Angel Martino Amy Van Dyken Catherine Fox Whitney Hedgepeth Kristine Quance Jenny Thompson                                           | Natación              | 4 × 100 m estlios F          |
| Jeff Rouse | Natación              | 100 m espalda M              |
| Brad Bridgewater | Natación              | 200 m espalda M              |
| Tom Dolan | Natación              | 400 m estilos M              |
| Jon Olsen Josh Davis Brad Schumacher Gary Hall David Fox Scott Tucker                                                                                           | Natación              | 4 × 100 m libre M            |
| Josh Davis Joe Hudepohl Brad Schumacher Ryan Berube Jon Olsen                                                                                                   | Natación              | 4 × 200 m libre M            |
| Jeff Rouse Jeremy Linn Mark Henderson Gary Hall Josh Davis Kurt Grote John Hargis Tripp Schwenk                                                                 | Natación              | 4 × 100 m estilos M          |
| Suzannah Bianco Tammy Cleland Becky Dyroen-Lancer Heather Pease Jill Savery Nathalie Schneyder Heather Simmons-Carrasco Jill Sudduth Emily Lesueur Margot Thien | Natación sincronizada | Equipo F                     |
| Equipo | Sóftbol               | Torneo F                     |
| Andre Agassi | Tenis                 | Individual M                 |
| Lindsay Davenport | Tenis                 | Individual F                 |
| Gigi Fernández Mary Joe Fernández | Tenis                 | Dobles F                     |
| Kim Rhode | Tiro                  | Doble foso F                 |
| Justin Huish | Tiro con arco         | Individual M                 |
| Justin Huish Butch Johnson Rod White | Tiro con arco         | Equipo M                     |
| Karch Kiraly Kent Steffes | Vóley playa           | Torneo M                     |
| Plata |                       |                              |
| Kim Batten | Atletismo             | 400 m vallas F               |
| Mark Crear | Atletismo             | 110 m vallas M               |
| Jon Drummond Tim Harden Michael Marsh Dennis Mitchell Tim Montgomery                                                                                            | Atletismo             | 4 × 100 m M                  |
| John Godina | Atletismo             | Peso M                       |
| Lance Deal | Atletismo             | Martillo M                   |
| Marty Nothstein | Ciclismo en pista     | Velocidad ind. M             |
| Erin Hartwell | Ciclismo en pista     | 1 km contrarreloj M          |
| Amy Chow | Gimnasia              | Barras asimétricas F         |
| Jair Lynch | Gimnasia              | Barras paralelas M           |
| Karen O'Connor (Biko) David O'Connor (Giltedge) Bruce Davidson (Heyday) Jill Henneberg (Nirvana)                                                                | Hípica                | Concurso completo por eqs.   |
| Peter Leone (Legato) Leslie Burr-Howard (Extreme) Anne Kursinski (Eros) Michael Matz (Rhum)                                                                     | Hípica                | Saltos por eqs.              |
| Brandon Paulson | Lucha grecorromana    | 52 kg M                      |
| Dennis Hall | Lucha grecorromana    | 57 kg M                      |
| Matt Ghaffari | Lucha grecorromana    | 130 kg M                     |
| Townsend Saunders | Lucha libre           | 68 kg M                      |
| Whitney Hedgepeth | Natación              | 100 m espalda F              |
| Whitney Hedgepeth | Natación              | 200 m espalda F              |
| Amanda Beard | Natación              | 100 m braza F                |
| Amanda Beard | Natación              | 200 m braza F                |
| Allison Wagner | Natación              | 400 m estilos F              |
| Gary Hall | Natación              | 50 m libre M                 |
| Gary Hall | Natación              | 100 m libre M                |
| Tripp Schwenk | Natación              | 200 m espalda M              |
| Jeremy Linn | Natación              | 100 m braza M                |
| Tom Malchow | Natación              | 200 m mariposa M             |
| Eric Namesnik | Natación              | 400 m estilos M              |
| Dana Chladek | Piragüismo en eslalon | K1 F                         |
| Tim Young Eric Mueller Brian Jamieson Jason Gailes | Remo                  | Cuatro scull (M4x) M         |
| Karen Kraft Melissa Schwen | Remo                  | Dos sin timonel (W2-) F      |
| Teresa Bell Lindsay Burns | Remo                  | Doble scull ligero (LW2x) F  |
| Josh Lakatos | Tiro                  | Foso M                       |
| Michael Dodd Mike Whitmarsh | Vóley playa           | Torneo M                     |
| Bronce |                       |                              |
| Gwen Torrence | Atletismo             | 100 m F                      |
| Tonja Buford-Bailey | Atletismo             | 400 m vallas F               |
| Jackie Joyner-Kersee | Atletismo             | Salto de longitud F          |
| Calvin Davis | Atletismo             | 400 m vallas M               |
| Joe Greene | Atletismo             | Salto de longitud M          |
| Equipo | Béisbol               | Torneo M                     |
| Floyd Mayweather, Jr. | Boxeo                 | 57 kg M                      |
| Terrance Cauthen | Boxeo                 | 60 kg M                      |
| Rhoshii Wells | Boxeo                 | 75 kg M                      |
| Antonio Tarver | Boxeo                 | 81 kg M                      |
| Nate Jones | Boxeo                 | 91 kg M                      |
| Susan DeMattei | Ciclismo de montaña   | Campo a través F             |
| Dominique Dawes | Gimnasia              | Suelo F                      |
| Kerry Millikin (Out and About) | Hípica                | Concurso completo ind.       |
| Robert Dover (Metallic) Michelle Gibson (Peron) Steffen Peters (Udon) Guenter Seidel (Graf George)                                                              | Hípica                | Doma por eqs.                |
| Bruce Baumgartner | Lucha libre           | 130 kg M                     |
| Angel Martino | Natación              | 100 m libre F                |
| Angel Martino | Natación              | 100 m mariposa F             |
| Marc Schneider Jeff Pfaendtner David Collins William Carlucci                                                                                                   | Remo                  | Cuatro sin timonel (LM4-) M  |
| Mary Ellen Clark | Saltos                | Plataforma 10 m M            |
| Mark Lenzi | Saltos                | Plataforma 10 m M            |
| Lance Bade | Tiro                  | Foso M                       |
| Courtenay Becker-Dey | Vela                  | Europe F                     |
| Jeff Madrigali Jim Barton Kent Massey | Vela                  | Soling M                     |
| Jimmy Pedro | Judo                  | –71 kg M                     |